# Dictya reticulata
Dictya reticulata är en tvåvingeart som beskrevs av Pierre André Latreille 1804. Dictya reticulata ingår i släktet Dictya och familjen kärrflugor.
Artens utbredningsområde är Italien. Inga underarter finns listade i Catalogue of Life.